# Санкт-Петербург-Балтійський
Санкт-Петербург-Балтійський — залізнична станція Жовтневої залізниці Російських залізниць у Санкт-Петербурзі, Росія. Станція обслуговує лише поїзди приміського сполучення

## Напрямки сполучення
З 1 липня 2007 року пасажирські перевезення за напрямками зі станції Санкт-Петербург-Балтійський здійснює ВАТ «Північно-Західна приміська пасажирська компанія». За обсягом приміських пасажирських перевезень займає друге місце серед станцій Санкт-Петербурга. Станом на 2022 рік станція обслуговує напрямки:
- Санкт-Петербург — Новий Петергоф — Оранієнбаум I — Леб'яже — Каліщі
- Санкт-Петербург — Красне Село — Пудость — Гатчина-Пасажирська-Балтійська — Гатчина-Варшавська
- Санкт-Петербург — Гатчина-Варшавська — Сіверська — Строганово — Мшинська — Толмачево — Луга I
- Санкт-Петербург — Гатчина-Варшавська — Луга I — Плюса — Стругі Красні — Псков-Пасажирський
- Санкт-Петербург — Гатчина-Варшавська — Волосово — Веймарн — Кінгісепп — Івангород-Нарвський
- Санкт-Петербург — Гатчина-Варшавська — Волосово — Веймарн — Сланці

## Міський громадський транспорт
До Балтійського вокзалу є можливість дістатися:
- Метро: «Балтійська»;
- автобусами № 1М, 1Мб, 10, 43, 65, 67, 67б, 70, 71;
- тролейбусами № 3, 8.